# Vlag van Nieuw-Vennep
De Vlag van Nieuw-Vennep is de officiële vlag voor het dorp Nieuw-Vennep, een kern in de gemeente Haarlemmermeer. De vlag wordt door de gemeente officieel sinds 1996 erkend als dorpsvlag. De gemeente gebruikt de vlag echter niet bij het gemeenteloket in het dorp of in overige uitingen die in verband staan met het dorp.

## Historie
Bij het veertigjarige jubileum van de stichting dorpsraad in 1996 werd er een ontwerpwedstrijd georganiseerd voor een eigen dorpsvlag. Het winnende en huidige ontwerp is van de hand van schilder Sandra Kapteijn. 
De vlag werd door de gemeente erkend en voor het eerst gehesen op zaterdag 2 november 1996 door toenmalig burgemeester Jan van Houwelingen.
De vlag wordt in het dorp gebruikt en gehesen op feestdagen en bij jubileums. Ook diverse lokale ondernemers wapperen de vlag op hun gevel of voor hun gebouw in plaats van de Vlag van Haarlemmermeer of de Nederlandse Vlag. De vlag wordt ook veelvuldig gebruikt door de Witte Kerk en de dorpsraad, die de vlag ook als logo heeft geadopteerd. Van de 31 dorpskernen in de gemeente Haarlemmermeer hebben alleen de dorpen Rijsenhout, Spaarndam-Oost en Vijfhuizen ook een eigen vlag. De vlag van Nieuw-Vennep is ouder dan die van Rijsenhout, Spaarndam en Vijfhuizen. De vlag wordt bij diverse, lokale ondernemers verkocht.

## Ontwerp
Het is een groene vlag met twee zwarte lijnen en een blauwe lijn over een geel vierkant.
Het groene veld staat voor de gemeentepolder, de zwarte lijn voor de Venneperweg en de blauwe voor de Hoofdvaart die dwars door het dorp loopt en het dorp in tweeën splijt. Het gele vlak vertegenwoordigt de grenzen van het centrum van het dorp.